# 地球科学概述
地球科学 — 涵盖与行星地球相关的所有科学领域的统称。 它可以说是行星科学中的一个特殊案例，因为地球是已知唯一存在生命的行星。
地球科学是广义物理科学的一个分支，而物理科学是自然科学的一部分。地球科学本身也有许多分支。

## 地球科学的核心概念
- 板块构造学说：地球外壳被划分为若干板块，这些板块在地幔上缓慢移动。这是地质学中的核心统一概念，解释了地震、火山活动以及山脉形成等现象。
- 地质时间（深時}：地球历史的巨大时间尺度，跨度约46亿年。这一概念为理解地质过程的缓慢节奏和生命演化提供了背景。地质时间表是这些事件的日历。
- 岩石循环：一个基本概念，描述了三种主要岩石类型——火成岩、沉积岩和变质岩——通过动态过程相互形成和转化的过程。
- 地球系统科学：将地球视为由相互作用的组成部分或“圈层”构成的综合系统的现代视角：
  - 地圈（固体地球）
  - 水圈（所有水体）
  - 大气圈（气体）
  - 生物圈（所有生命）
  - 冰冻圈（冰）
- 水循环（水文循环）：水在地球表面、大气层和地壳中的持续运动。这是一个关键过程，将海洋、大气和陆地联系起来。
- 均变论：认为今天起作用的自然规律和地质过程在过去也同样起作用。它常被概括为“现在是过去的钥匙”。

## 地球圈层
地球圈层是指将与人类相关的地球环境。地球的自然环境（行星生态系统或“生态圈”）由许多子系统组成。其中许多子系统被称为“圈层”，与行星的形状相吻合。
下面列出为地球圈层四个或五个主要球体（其他大多数球体均为其子类型）：
1. 大气圈
2. 水圈
3. 地圈
4. 生物圈
5. （冰冻圈）

地球的生态圈本身位于日球层之内。
地球的各层大致从外到内依次为：
- 磁层 — 天文天体周围受其磁场影响的带电粒子区域
- 大气层 — 围绕地球的气体（地球的空气）
  - 按高度划分
    - 散逸层 — 大气层的最外层
    - 外大气层底界 — 外大气层的下界
    - 热层顶 — 热层的上界
    - 热层 — 位于中层之上、外大气层之下的大气层层
    - 中气层顶 — 中气层与热气层边界处的温度最低点
    - 中气层 — 位于平流层之上、热气层之下的大气层层
    - 平流层顶 — 平流层的上界
    - 平流层 — 大气层中位于对流层之上的层
      - 臭氧层 — 地球平流层中吸收大部分太阳紫外线辐射的区域

    - 对流层顶 — 对流层与平流层之间的大气层边界
    - 对流层 — 大气层的最底层
    - 行星边界层 — 大气层的最底层，直接受行星表面影响

  - 由气流扰动引起
    - 异层 — 大气上层中各组分气体混合不充分的区域
    - 湍流层顶 — 大气中涡流混合占主导地位的高度以下区域
    - 均质层 — 大气下层中各组分气体混合充分的区域

  - 其他
    - 电离层 — 大气层上部被电离的部分
- 生物圈 — 地球上所有生态系统的总和
  - 人类圈 — 由人类为人类活动和人类栖息地而制造或改造的环境部分
    - 智慧圈 ——人类思想的领域
- 水圈——行星、小行星或天然卫星表面、地下及上空所有水体的总和
  - 冰冻圈 — 地球表面水以固态形式存在的区域
- 地壳/固体地球 — （有时也作为地壳、水圈、冰冻圈和大气圈的统称）地球所有固体部分及地球内部的总称。
  - 土壤圈 – 地球最外层由土壤组成并受土壤形成过程影响的区域
  - 外层
    - 按组成
      - 地壳 – 岩石行星、矮行星或天然卫星的最外层固体壳层。
      - 莫霍面——地壳与地球地幔之间的分界线。
      - 地球地幔——地球内部位于地壳与地核之间的部分。

    - 根据地震波的传播
      - 地壳 – 由其刚性力学性质定义的类地行星或天然卫星最外层的刚性外壳。
      - 软流层 – 地球上地幔（上地幔）中粘度极高、机械强度较弱且具有延展性的区域。
      - 中地幔 — 位于地壳与软流层之间、但位于外核之上的地幔部分。

  - 古腾堡不连续面– 地幔与地球核心之间的分界线。
  - 地球核心 – 行星的内层部分，由组成材料的差异浮力导致密度较大的材料向中心聚集形成。
    - 外核 — 位于地球固体内核与地幔之间，主要由铁和镍组成的液态层。
    - 莱曼不连续面 — 内核与外核之间的分界线。
    - 內地核 — 地球最内层部分，由铁镍合金构成的固体球体。

## 地球科学分支

### 大气科学
大气科学 – 对大气层、其过程及其与其他系统相互作用的研究
- 气候学 – 对气候的科学研究，定义为一段时间内天气条件的平均值
- 气象学 – 跨学科的科学研究，专注于天气预报
- 古气候学 – 研究地球整个历史尺度上的气候变化
- 大气化学 – 大气科学中研究大气化学的分支
- 大气物理学 – 将物理学应用于大气研究
- 古风暴学 — 通过地质学指标和历史文献研究过去热带气旋活动。

### 地质学
- 地质学 — 研究地球组成部分的成分、结构、物理性质及其历史，以及塑造这些成分的过程。
  - 经济地质学 – 涉及具有经济价值的地球材料的科学
  - 工程地质学 – 将地质学应用于工程实践的学科。
  - 环境地质学 – 将地质学应用于环境问题的实践科学。
  - 第四纪地质学 — 研究260万年前以来地球演变的地质学分支
  - 行星地质学 — 研究围绕恒星运行的天体地质特征的学科
  - 石油地质学 — 研究烃类燃料的起源、分布、迁移、聚集及勘探的学科
  - 历史地质学 – 研究地球地质历史的学科
  - 水文地质学 – 研究地下水分布与运动的学科
  - 构造地质学 – 研究地球地壳变形特征及其成因的学科
- 地球化学 – 应用化学分析地质系统的科学
- 地质年代学 – 确定岩石、沉积物和化石年龄的科学
- 大地测量学 – 研究地球的几何形状、空间定位及重力场的科学
- 地磁学 – 研究地球磁场的科学
- 地微生物学 – 研究微生物学与地质学相互作用的科学
- 地貌学 – 研究地貌及其形成过程的科学
- 冰川学 – 研究冰及其相关自然现象的科学
- 地球物理学 – 地球及其空间环境的物理学，以及利用定量物理方法研究地球的科学
- 微古生物学 – 古生物学中研究微化石的分支
- 矿物学 – 对矿物及矿物化遗迹的科学研究
  - 宝石学 – 研究天然及人工宝石材料的科学
  - 矿物物理学 — 研究行星内部组成材料的科学
- 古生物学 — 对史前生命的科学研究
- 孢粉学 — 对尘埃的研究
- 岩石学 — 地质学中研究岩石的起源、组成、分布和结构的分支
- 物理大地测量学 — 研究地球重力场的物理性质
- 沉积学 — 研究自然沉积物及其形成过程
- 地震学 — 研究地震及弹性波在行星中的传播
  - 古地震学 – 研究过去发生的地震的学科
- 地层学 – 研究岩石层及其形成过程的学科
- 火山学 – 研究火山、熔岩、岩浆及相关现象的学科

### 地理学
地理学 — 研究地球表面、居住于其上的社会以及构成地球表面的领土、景观、地点或地区的科学。
- 自然地理学 — 自然科学的一个分支，研究自然环境中的过程和模式，如大气圈、水圈、生物圈和岩石圈，与文化或人工环境相对，后者是人文地理学的领域
- 人文地理学 – 研究世界各国人民的文化、社区和活动
- 制图学
- 地形学
- 地理统计学 – 统计学的一个分支，专注于空间数据集
- 环境化学 – 对自然环境中发生的化学和生物化学现象的科学研究
- 环境土壤科学 – 研究人类与土壤圈的相互作用，以及生物圈、岩石圈、水圈和大气圈的关键方面。
- 地理信息科学 — 对地理数据和信息进行科学研究的学科
- 土壤学 — 研究土壤对生物影响的科学。
- 土壤学 — 研究土壤在其自然环境中的学科
- 空间决策支持系统 – 用于土地利用决策的计算机辅助系统
- 全球导航卫星系统（GNSS） – 各种卫星导航系统
- 水文学 – 应用工程技术研究地球水体性质的科学，特别是其与陆地相关的运动。
- 卫星导航 — 任何利用卫星无线电信号提供自主地理空间定位的系统
- 遥感 — 在与目标物体有显著距离的情况下获取信息
- 摄影测量学 — 利用摄影技术进行测量的科学

### 海洋学
海洋学 — 研究海洋的物理和生物方面的学科
- 生物海洋学 — 研究生物如何影响以及受海洋物理、化学和地质条件影响的学科。
- 物理海洋学 — 研究海洋中的物理条件和物理过程的学科
- 化学海洋学 – 研究海洋化学的学科
- 古海洋学 – 研究地质历史时期海洋演化的学科
- 湖沼学 – 研究内陆水生生态系统的科学
- 海洋地质学 – 研究海洋底部的历史与结构的学科

### 行星科学
行星科学 — 研究行星（包括地球）、卫星和行星系统（特别是太阳系中的行星系统）及其形成过程的科学。
- 行星地质学 – 研究围绕恒星天体运行的天体地质特征
- 月球地貌学 – 研究月球表面及物理特征
- 理论行星学 – 通过假设行星的化学组成及其材料状态，计算行星内部不同属性（如温度、压力或密度）的径向分布，从而进行行星内部结构的理论研究。